# Дотянись (альбом Димы Билана)
«Дотянись» — седьмой студийный альбом российского поп-певца Димы Билана, выпущенный 27 мая 2013 года.
Презентация альбома состоялась в клубе «The Сад». В альбоме присутствуют такие дуэты, как «Обними меня» записанный с Никки Джамал и «Любовь Сука» записанный с Юлей Волковой.

## Список композиций
| №   | Название                                  | Автор(ы)                                                    | Длительность |
| --- | ----------------------------------------- | ----------------------------------------------------------- | ------------ |
| 1.  | «Дотянись»                                | Денис Ковальский                                            | 3:23         |
| 2.  | «Странница»                               | Дима Билан, Лара Д'Элиа                                     | 3:48         |
| 3.  | «Так не бывает»                           | Вячеслав Лунгу, Сергей Соколов                              | 3:37         |
| 4.  | «Всё ускорилось»                          | Денис Ковальский                                            | 4:02         |
| 5.  | «Улетаю»                                  | Аслан Гусейнов                                              | 3:28         |
| 6.  | «Улыбка ангела»                           | Александр Соколов                                           | 3:04         |
| 7.  | «Холодные огни»                           | Александр Ковалёв, Владислав Семишев                        | 4:02         |
| 8.  | «Любовь-сука» (feat. Юлия Волкова)        | Елена Кипер, Joacim Persson, Johan Alkenas, Niclas Molinder | 3:09         |
| 9.  | «Honey»                                   | Вячеслав Лунгу, Сергей Соколов                              | 3:19         |
| 10. | «Come Into My World» (feat. Никки Джамал) | Иса Меликов, Захра Бадалбейли                               | 3:51         |
| 11. | «Часы»                                    | Сергей Ревтов                                               | 3:02         |
| 12. | «Лови мои цветные сны» (DJ Fisun Remix)   | Алексей Фокин, Ксения Крутоголова                           | 2:48         |
| 13. | «Back to Her Future» (feat. Юлия Волкова) | Lil Eddie, Joacim Persson, Johan Alkenas, Niclas Molinder   | 3:04         |
| 14. | «Обними меня» (feat. Никки Джамал)        | Иса Меликов, Паулина Володковская                           | 3:51         |
| 15. | «Не отрекаются любя» (Live Version)       | Вероника Тушнова, Марк Минков                               | 4:13         |

## Видеоклипы
- «Так, так не бывает»
- «Любовь-Сука» (feat. Юлия Волкова)
- «Обними меня» (feat. Нигяр Джамал)
- «Дотянись»
- «Часы»